# Monsenhor Pizarro
Monsenhor Pizarro ou José de Souza Azevedo e Araújo Pizarro (Capitania do Rio de Janeiro, 12 de outubro de 1753 — Província do Rio de Janeiro, 14 de maio de 1830) foi um historiador, eclesiástico e político brasileiro dos séculos XVIII e XIX.

## Vida
José nasceu em 12 de outubro de 1753 na Capitania do Rio de Janeiro, filho do coronel Luiz Manuel de Azevedo Carneiro e Cunha e sua segunda esposa Maria Josefa de Souza Pizarro. Por seu talento nos estudos elementares, foi enviado a Coimbra em 1769, onde diplomou-se em cânones na Universidade de Coimbra. Quando se preparava para retornar à Colônia do Brasil, soube do falecimento de seus pais e decidiu seguir vida sacra. Foi apresentado em 20 de outubro de 1780 à sexta cadeira do cabido do Rio de Janeiro, a posição na qual foi confirmado em 23 de março de 1781 e que assumiu em 25 de março.
Em 1792, foi eleito prioste pelo cabido e em 1794, por portaria de 17 de agosto, passou a representar o bispo nas visitas pastorais. Em 1799, após concluir suas visitas pastorais, viajou para Lisboa, onde chegou em 1801. Lá, recebeu do príncipe-regente João a mercê de um hábito da Ordem de Cristo e a nomeação para cônego da Santa Igreja Patriarcal, por despacho de 9 de junho de 1802. Anos depois, no Brasil, Pizarro foi nomeado como procurador-geral da Mesa da Consciência e Ordens por alvará de 22 de abril e carta de 11 de agosto de 1808. Em 14 de agosto de 1808, foi indicado monsenhor presbítero, com o título de tesoureiro-mor, e arcipreste da Real Capela do Rio de Janeiro. Ainda em agosto, recebeu título do conselho do Tribunal de Justiça e em dezembro foi condecorado com a distinção de cavaleiro da Ordem da Torre e da Espada. Desde 1821, foi deputado da Mesa da Consciência e Ordens, ficando encarregado de lançar os hábitos das Ordens de Cristo e de Avis. Em carta régia de 28 de maio de 1817, o então rei João VI aceitou a renúncia, feita por Pizarro, da dignidade capitular, mas este conservou todas as suas honrarias.
Em 1826, Pizarro se torna um dos legisladores do Brasil. Em sua primeira legislatura, assumiu como suplente a cadeira de deputado pertencente ao bispo do Rio de Janeiro, José Caetano da Silva Coutinho, que o imperador Pedro I (r. 1822–1831) escolheu como senador. Pizarro foi eleito orador oficial da câmara e ficou encarregado pelo cerimonial quando das visitas de Pedro. Como deputado, escreveu duas memórias sobre a instrução pública, defendeu a folga em dias santos de guarda e criou festas de padroeiros. Apesar de já ter renunciado a dignidade capitular em 1817, foi só em 1828 que, por decreto de 12 de outubro, se aposentou dos cargos judiciários, do posto de ministro do Tribunal de Justiça. Em 1830, num passeio pelo Jardim Botânico do Rio de Janeiro, sofreu um infarto fulminante e faleceu a 12 de outubro de 1830. Mesmo eclesiástico, foi pai de Maria Esperidiana, que nasceu em 1798, e que tornar-se-ia sua herdeira legítima mediante Carta de Legitimação solicitada em 1813 ao então príncipe-regente Pedro I. Após sua morte, Maria recebeu uma carta de aforamento de um terreno da Travessa do Rosário, de 10 braças e meia.